# Смирягин, Сергей Михайлович
Сергей Михайлович Смирягин (27 октября 1963, Москва — 11 июля 2020) — советский пловец. Заслуженный мастер спорта СССР (1984).

## Карьера
Выступал за «Спартак» (Москва).
Участвовал в Олимпиаде-80 в Москве, но не смог выйти в финал в плавании на 100 метров вольным стилем.
На чемпионате мира 1982 года завоевал два серебра в эстафетах: 4×100 метров вольным стилем и комплексная эстафета 4×100 метров. А через четыре года чемпионате мира 1986 года завоевал серебро в эстафете 4х100 метров вольным стилем.
Трёхкратный чемпион Европы. Трёхкратный победитель игр Дружба-84. Чемпион Универсиады-83.
Завершил спортивную карьеру в 1987 году.
Скончался 11 июля 2020 года в Москве. Похоронен на Домодедовском кладбище.